# Савур-могила (фильм)
«Савур-могила» — чёрно-белый художественный фильм. Снят в 1926 году Госкинпромом Советского Союза. Режиссёр: Иван Перестиани.
Фильм также известен под другим названием «На трудовом фронте / Из сказок наших дней».
Фильм является частью серии фильмов о «красных дьяволятах» — тройке подростков-разведчиков. Хронологически до «Савур-могилы» идёт фильм «Красные дьяволята», а после — фильмы «Преступление княжны Ширванской», «Наказание княжны Ширванской» и «Иллан Дилли».
Фильм перешёл в общественное достояние.
Ради художественного вымысла фильм отходит от исторической действительности. В реальности Нестор Махно не был пленён.

## Сюжет
Действие фильма происходит во время гражданской войны в России. Главные герои — «красные дьяволята»: комсомолец Миша (Павел Есиковский), его сестра Дуняша (София Жозеффи) и цирковой актёр Том Джексон (Кадор Бен-Салим).
«Красные дьяволята» являются на парад Первой Конной армии. Они привозят с собой Нестора Махно, спрятанного в мешок. Сторонники Махно устраивают его побег. Герои фильма гонятся за Махно и попадают в хутор Савур-могила, где живёт атаманша Маруся. На хуторе Дуняша попадает в плен, но герои освобождают её и возвращаются домой.

## В ролях
- Павел Есиковский — Миша
- София Жозеффи — Дуняша
- Кадор Бен-Салим — Том Джексон
- Светлана Люкс
- А. Быхова
- Владимир Сутырин — Махно
- К. Рябов
- Зопорожец|
- Наталия Лисенко
- Патвакан Бархударов — Фриц Пифке, махновец
- В. Мирзоян — махновец
- А. Смолдовский
- Александр Громов
- А. Кусиков

## Съёмочная группа
- Режиссёр: Иван Перестиани
- Автор сценария: Иван Перестиани
- Оператор: Александр Дигмелов
- Художники: Фёдор Пуш, С. Губин-Гун